# Butaritari
Butaritari (también conocido como Kleine-Makin, Makin, isla Pitt, Taritari e isla Touching) es un atolón localizado en el océano Pacífico, en el grupo de islas Gilbert, pertenecientes a Kiribati.
En 1606 Pedro Fernández de Quirós avistó Butaritari y Makin, que nombró como islas del Buen Viaje.

## Geografía
A solo tres kilómetros al noreste de Butaritari existe un arrecife lineal con tres islotes habitables: Makin, Kiebu y Onne. Butaritari fue llamado «atolón Makin» por el Ejército de los Estados Unidos, y Makin pasó a ser «Makin Meang» (Pequeña Makin) para diferenciarlos.
Butaritari tiene un área de 13,2 km² y una población de 3224 habitantes (en 2015), mientras que Makin tiene un área de 6,7 km² y una población de 1990 habitantes (en 2015). Tiene alrededor de 30 kilómetros de este a oeste y 15 kilómetros de norte a sur. Algunas partes de la isla están sumergidas, creando canales. Se pueden encontrar pequeños islotes entre estos canales.
El atolón es continuo, pero sin islotes en la parte norte. La esquina noreste mide cerca de 1,75 kilómetros, donde solo hay islotes dispersos. La laguna de Butaritari tiene fácil acceso al océano, es profunda y puede acomodar grandes barcos, aunque el pasaje de entrada es relativamente estrecho.
Los islotes de Bikati y Bikatieta ocupan la punta noroeste, rodeando lo que podría ser una segunda pequeña laguna al norte de la laguna principal.

### Poblaciones
La población del atolón, según el censo de 2015, es de 3224 habitantes, distribuida en once localidades:
| Kuuma         | 290 habitantes |
| Keuea         | 202 habitantes |
| Tanimainiku   | 216 habitantes |
| Tanimaiaki    | 329 habitantes |
| Tabonuea      | 253 habitantes |
| Antekana      | 189 habitantes |
| Taubukinmeang | 235 habitantes |
| Temanokunuea  | 396 habitantes |
| Onomaru       | 280 habitantes |
| Ukiangang     | 579 habitantes |
| Bikaati       | 255 habitantes |

### Clima
Las lluvias anuales llegan a los 4000 mm, comparada con los 2000 mm en Tarawa y 1000 mm en el sur de Kiribati. El fenómeno El Niño aumenta la cantidad de lluvias en el atolón.

## Historia
Durante la Segunda Guerra Mundial, Makin y Butaritari fueron ocupados por los japoneses, quienes construyeron un par de aeródromos e instalaron una trituradora de coral para obtener material apelmazante para la construcción y mantenimiento de las pistas de aterrizaje.
El atolón fue un objetivo militar estadounidense y fue conquistado el 23 de noviembre de 1943 en una operación anfibia denominada Operación Galvánica. El USS Liscome Bay resultó hundido durante esta operación en las afueras de Butaritari por el submarino japonés I-175.
Todavía hoy se pueden apreciar pecios semihundidos en sus costas y restos de aviones.